# Smith County (Kansas)
Smith County is een county in de Amerikaanse staat Kansas.
De county heeft een landoppervlakte van 2.319 km² en telt 4.536 inwoners (volkstelling 2000). De hoofdplaats is Smith Center.